# إيتور كارانكا
ايتور كارانكا دي لاهوز (بالإسبانية: Aitor Karanka) هو لاعب كرة قدم أسباني سابق، ومدرب حالي.
بدأ مشواره في نادي اتلتيك بلباو الأسباني ثم انتقل في عام 1997 إلى نادي ريال مدريد الأسباني، ثم عاد إلى نادي اتلتيك بلباو الأسباني في عام 2002، ثم انتقل إلى نادي كولورادو رابيدز الأمريكي. يعمل حالياً مدرب لنادي ميدلزبره .

## مسيرته الكروية
لعب إيتور كارانكا خلال مسيرته الاحترافية مع 4 أندية في خمسة عشر موسمًا وسجل خلالها 5 أهداف ضمن 355 مباراة. ولم يفز بأي موسم بالكأس وفاز في موسم واحد بالدوري.
خاض إيتور كارانكا مسيرته مع نادي أتلتيك بيلباو ب في موسم 1992–93 ولمدة موسمين، مشاركًا في 53 مباراة سجل خلالها هدفًا واحدًا. ثم انتقل إلى نادي أتلتيك بيلباو في موسم 1993–94 في المرة الأولى ليلعب معه أربعة مواسم ثم في موسم 2002–03 واستمر معه طيلة ثلاثة مواسم، حيث شارك طوالها في 182 مباراة سجل خلالها 4 أهداف. لينتقل بعدها إلى نادي ريال مدريد في موسم 1997–98 ليلعب معه خمسة مواسم، مشاركًا في 93 مباراة ولم يسجل أي هدف. ثم انتقل إلى نادي كولورادو رابيدز ما بين عامي 2006 و2007 لمدة موسم واحد، مشاركًا في 27 مباراة ولم يسجل أي هدف أيضًا.

## وصلات خارجية
- إيتور كارانكا على موقع الاتحاد الدولي (مؤرشف)  (الإنجليزية)
- إيتور كارانكا على موقع الاتحاد الأوربي (الإنجليزية)
- إيتور كارانكا على موقع الدوري الأمريكي (الإنجليزية)
- إيتور كارانكا على موقع قاعدة بيانات كرة القدم.إي يو (الإنجليزية)
- إيتور كارانكا على موقع ناشيونال فوتبول تيمز (الإنجليزية)
- إيتور كارانكا على موقع عالم كرة القدم.نت (الإنجليزية)
- إيتور كارانكا على موقع أوليمبيديا (الإنجليزية)
- BDFutbol profile
- National team data
- Athletic Bilbao profile